# 李天棟
李天棟，字大若，號翥可，湖廣承天府京山县人，明朝政治人物。同进士出身。

## 生平
嘉靖辛酉（1561年）十二月二十日生。萬曆十三年（1585年）乙酉科湖廣鄉試第六十六名舉人，二十三年（1595年）乙未科會試第二百十四名，廷試三甲第一百七十一名进士，户部觀政，四月授任南直隶丹阳县知县，卒于官。

## 家族
曾祖李贤。祖李思富。父李鑑。母张氏，继母吴氏。永感下。娶唐氏，子潁、碩、籲。